# Serra de Badaceli
La Serra de Badaceli és una serra situada al municipi del Molar a la comarca del Priorat, amb una elevació màxima de 248 metres.